# آلفرد جیمز لوتکا
آلفرد جیمز لوتکا (انگلیسی: Alfred J. Lotka; ۲ مارس ۱۸۸۰ – ۵ دسامبر ۱۹۴۹) دانشمند در زمینه ریاضیات اهل ایالات متحده آمریکا بود.
وی همچنین برندهٔ جوایزی همچون عضو انجمن آمار آمریکا و عضو مؤسسه آمار ریاضیات شده است.